# Messenische Kriege
Als Messenische Kriege werden zwei, mit dem Helotenaufstand von 464 v. Chr. drei Kriege bezeichnet, welche die griechische Polis Sparta gegen das westlich gelegene Messenien führte. Sparta unterwarf Messenien und helotisierte schließlich die messenische Bevölkerung. Die Messenischen Kriege hatten bedeutende Auswirkungen auf die militärische wie soziale Entwicklung der Polis Sparta.

### 1. Messenischer Krieg

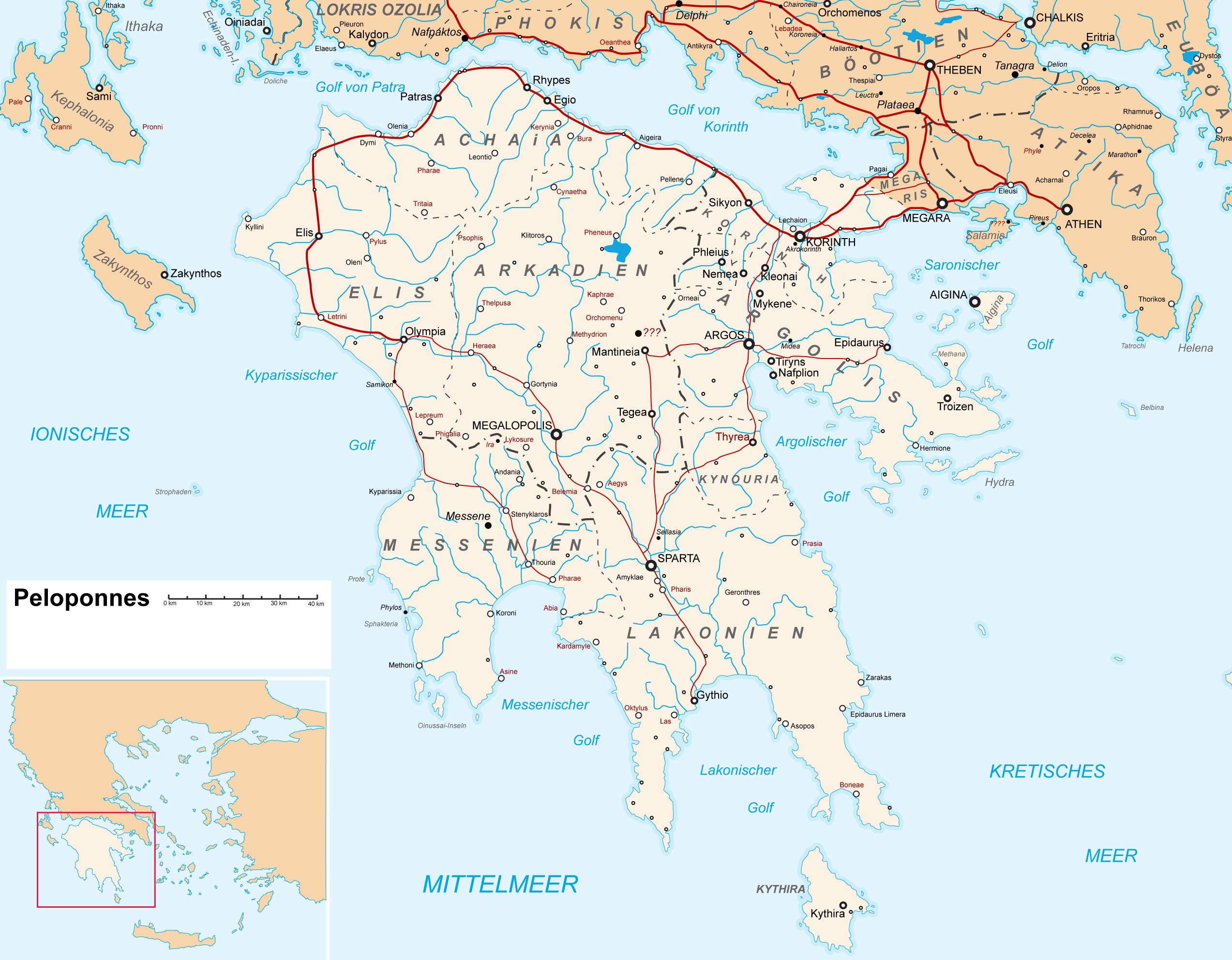
Karte der Peloponnes

### 2. Messenischer Krieg

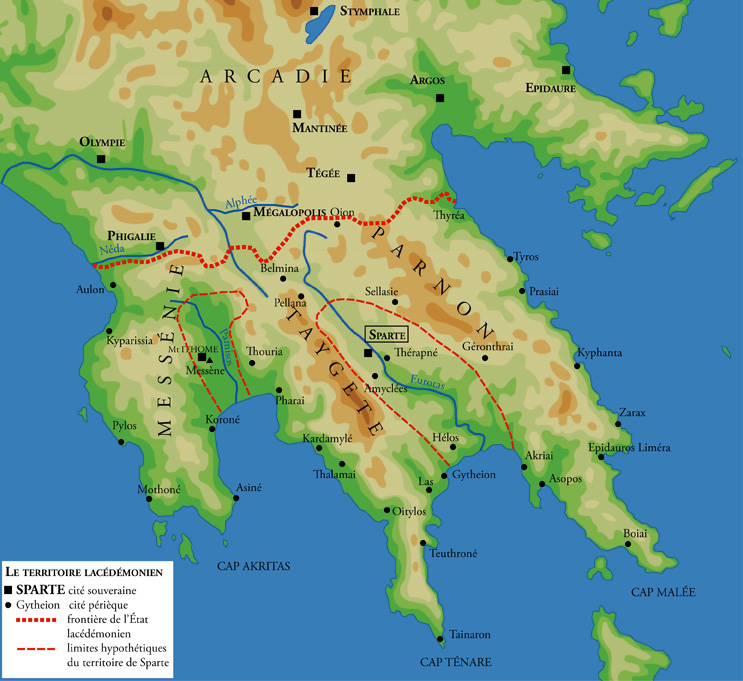
Karte des spartanischen Territoriums in klassischer Zeit

### 3. Messenischer Krieg oder Helotenaufstand

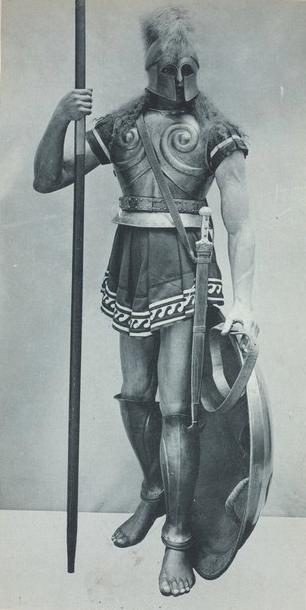
Spartanischer Hoplit